# Дьявол отсчитал пять
«Дьявол отсчитал пять» (англ. Devil Times Five) — американский фильм-слэшер 1974 года режиссёров Шона Макгрегора и Дэвида Шелдона (в титрах не указан).

## Сюжет
На заснеженном горном перевале в Лейк-Эрроухед, штат Калифорния, разбился фургон, перевозивший детей из психиатрической больницы, в результате чего погибли почти все пассажиры, кроме молодой монахини, сестры Ханны и четверых детей: Сьюзен, Мо, Дэвида и Брайана. Дети и сестра Ханна идут пешком в поисках убежища. Тем временем в Лос-Анджелесе Джули и её бойфренд Рик отправляются на озеро Эрроухед, чтобы навестить своего отца, Папу Дока, магната недвижимости, в его шале на берегу озера.
Джули и Рик прибывают в шале вместе с коварным деловым партнёром Папы Дока Харви Бекманом и его женой Рут; Джули становится свидетелем того, как новая молодая жена Папы Дока, Красотуля, пытается соблазнить умственно отсталого домашнего слугу Ральфа, и вспыхивает драка. Тем временем четверо детей врываются в винный погреб в шале Папы Дока. Детский врач, доктор Браун, который также ехал в фургоне, приходит в сознание и начинает лихорадочно искать детей. Он выслеживает их до винного погреба, где дети убивают его с помощью сестры Ханны. Они хоронят его труп в снегу.
Утром дети удивляют обитателей шале своим присутствием, и Папа Док соглашается позволить им остаться на одну ночь. В разговоре Дэвид рассказывает Харви, что он и другие были на пути к съёмкам фильма в Голливуде, когда их фургон разбился. Вечером, после ужина, Дэвид и Брайан пробираются в сторожку Ральфа и отключают генератор. Когда Ральф отправляется осматривать его, он попадает в ловушку, которая душит его до смерти.
На следующий день Рик находит труп Ральфа, висящий на петле перед генератором. Папа Док полагает, что Ральф покончил с собой, но Рик подозревает детей. Впоследствии он обнаруживает, что машина Папы Дока была испорчена и что пистолеты и ножи в доме пропали; он боится, что дети хотят причинить им вред. Дэвид, который украшает себя макияжем и платьем, слышит, как Рик озвучивает свои подозрения. Вскоре после этого Дэвид забивает Харви до смерти топором, пока тот рубит дрова снаружи.
Сестра Ханна топит Красотулю в ванне, в то время как Мо выбрасывает туда домашних пираний Папы Дока. Когда Папа Док видит, как дети волокут по снегу тело Красотули, он бежит за ними в хижину Ральфа, где его убивают ножом в другой подстроенной ловушке. Вооружившись украденными пистолетами, дети возвращаются в шале, сначала нападают на Рут, которая умоляет Сьюзен отпустить их; дети обливают Рут бензином, прежде чем Сьюзен бросает в неё зажженную спичку, сжигая её заживо. Рик и Джули спасаются бегством, пытаясь спастись на лодке, но Дэвид заставляет их вернуться в шале под дулом пистолета, и они баррикадируются в спальне на втором этаже.
Утром Дэвид использует лестницу, чтобы добраться до окна спальни, и пронзает шею Джулии штыком, который он проталкивает через стекло, убивая её. Рик, теперь одинокий и отчаявшийся, наблюдает, как дети радостно бросают снежки в труп Папы Дока. Это вызывает ярость в Рике, и он решает противостоять детям снаружи, но только выйдя из дома он попадает в медвежьи капканы, а Сестра Ханна перерезает ему горло ножом, убивая его. Когда все взрослые были убиты, дети перетащили их трупы в сторожку Ральфа и усадили вокруг стола, играя с ними, как с куклами. Через некоторое время Сьюзен и Брайан объявляют, что пора двигаться дальше. Мо говорит, что она хочет продолжать играть, на что сестра Ханна отвечает, что они найдут новые «игрушки», чтобы играть.
Фильм заканчивается словами «начало».

## В ролях
- Соррелл Бук — Харви Бекман
- Джин Эванс — Папа Док
- Тейлор Лачер — Рик
- Джоан Макколл — Джули
- Шелли Моррисон — Рут
- Кэролин Стеллар — Красотуля
- Джон Дуррен — Ральф
- Лейф Гарретт — Дэвид
- Гейл Смайл — сестра Ханна
- Дон Лин — Мо
- Тьерре Тернер — Брайан
- Тиа Томпсон — Сьюзен
- Генри Бекман — Доктор Браун

## Производство
Фильм был снят в Лейк-Эрроухед и Биг-Беар-Лейк, Калифорния, в период с февраля по апрель 1973 года. На площадке между режиссёром Шоном Макгрегором и продюсером Майклом Блоуитцем сложились напряжённые отношения, причем Блоуитц вспоминал, что в какой-то момент Макгрегор ударил Блоуитца по лицу, на что Блоуитц ответил, бросив Макгрегора в окно .
Актёр Тьерре Тернер вспоминал, что для него самого и других детей-актёров съёмки были «как каникулы… мы прекрасно проводили время».

## Релиз
Фильм был выпущен в кинотеатрах Соединённых Штатов компанией Cinemation Industries в 1974 году под названием «Люди-игрушки» (англ. Peopletoys или People Toys) в Остине, Техас, 17 мая 1974 года, и в Абилине, Техас, 24 мая 1974 года. Впоследствии он был показан под этим названием в Акроне, Огайо, 30 мая 1974 года.
В 1976 году компания Seymour Borde & Associates приобрела права на международный прокат фильма, но выпустила его под другим названием — «Дьявол отсчитал пять». Также позднее компания Cinemation перевыпустила фильм под названием «Ужасный дом на холме». В Великобритании фильм выпускался также на видеокассетах под названием «Приступы ярости» (англ. Tantrums).